# Cicadelle blanche
Metcalfa pruinosa
Espèce
La cicadelle blanche ou cicadelle pruineuse (Metcalfa pruinosa) est une espèce d'insectes hémiptères de la famille des Flatidae et du genre Metcalfa. Elle est originaire des États-Unis et a été introduite en Europe.
NB: malgré son nom, la « cicadelle pruineuse » fait partie de la famille des Flatidae et non de celle des Cicadellidae (famille des cicadelles, au sens strict).

## Description
- L'adulte peut atteindre une longueur de 5 à 8 mm pour le corps pour 2 à 3 mm de large. Elle a de larges ailes antérieures triangulaires qu'elle tient près du corps, ce qui lui donne un aspect en forme de coin aplati latéralement. Les ailes avant sont bien développées, et veinées transversalement. Les tibias postérieurs ont généralement deux épines latérales en plus de celles du sommet.

La couleur varie du gris blanchâtre au gris foncé.
- La  larve forme des pruines dans lesquelles elles se cachent.

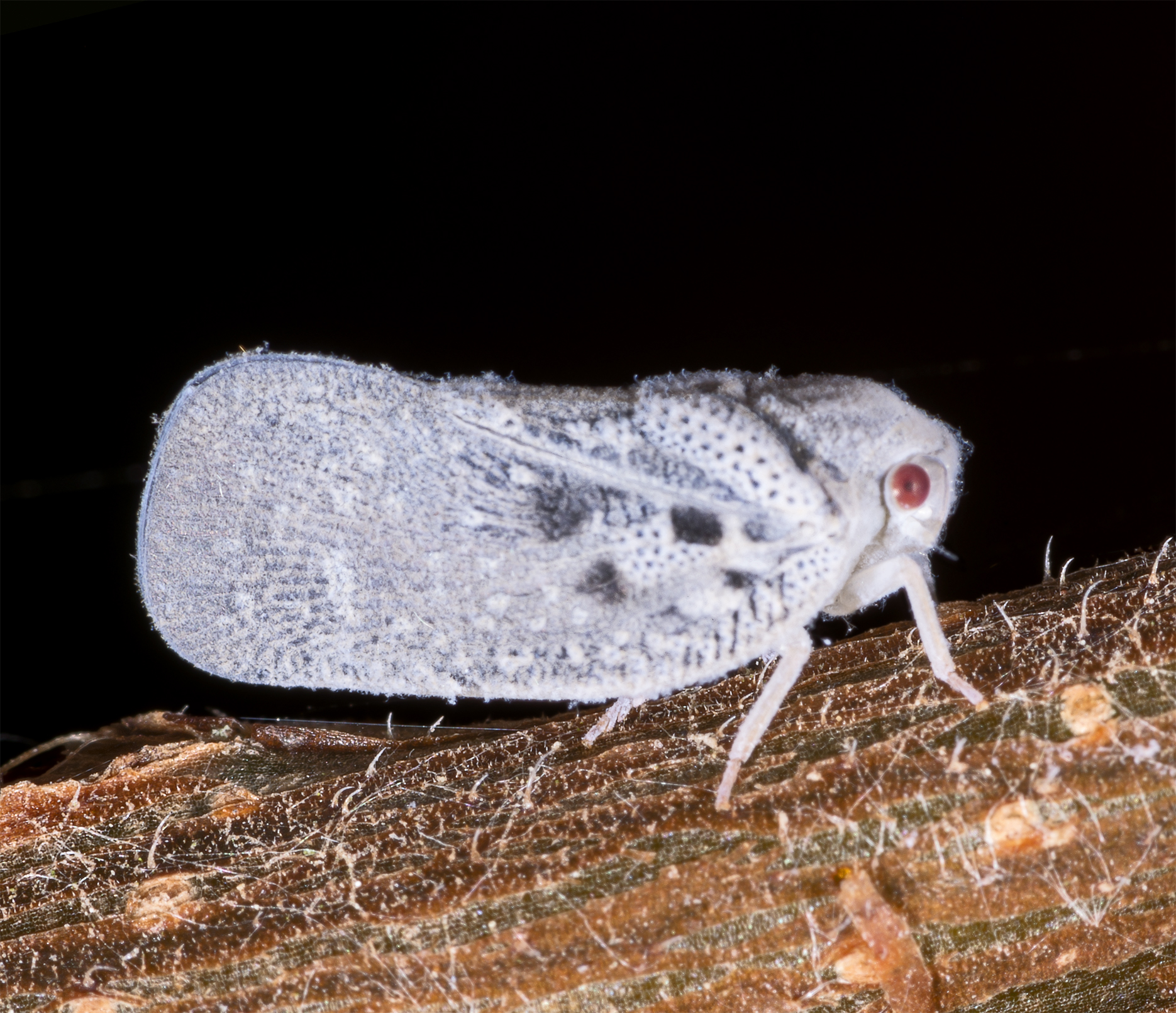
Adulte
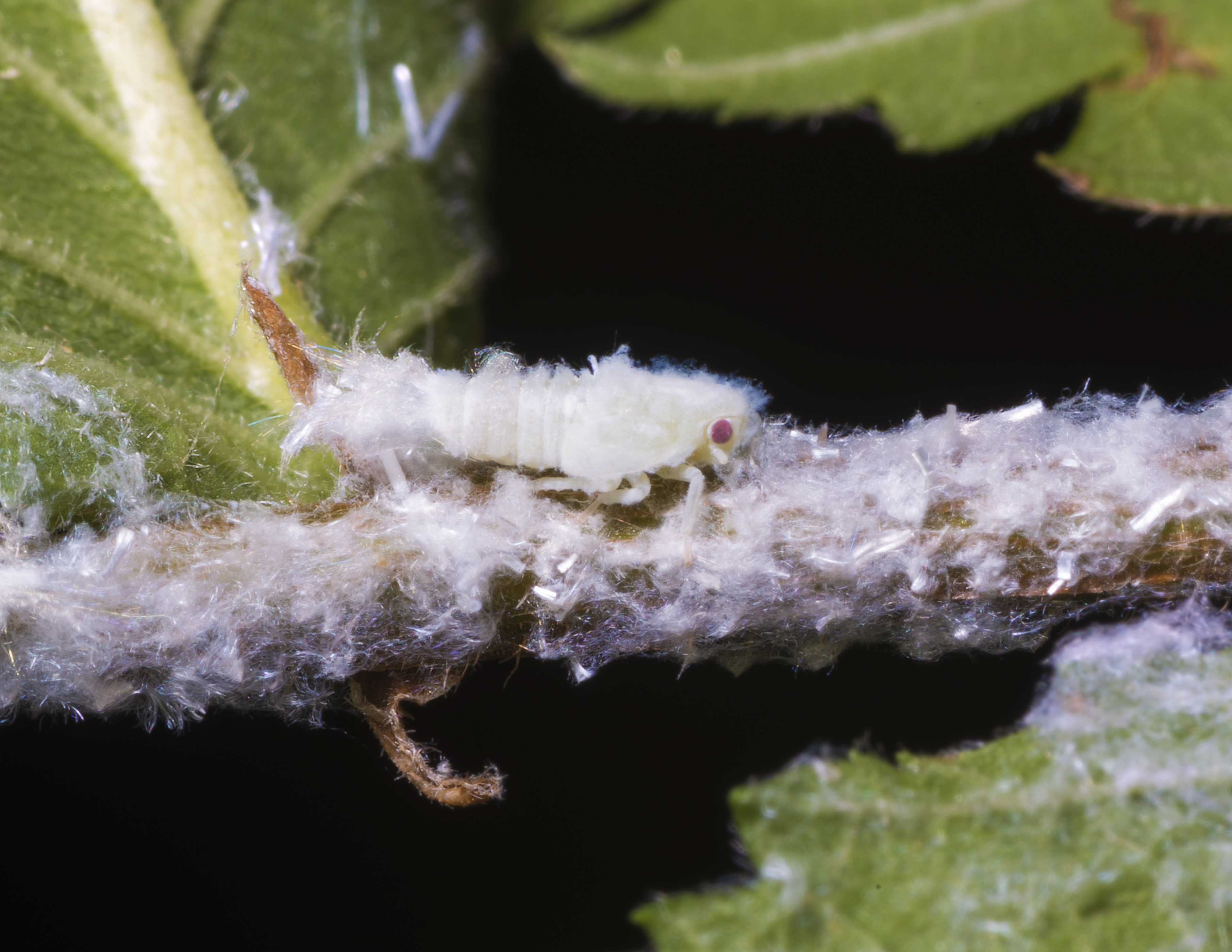
Larve dans la pruine
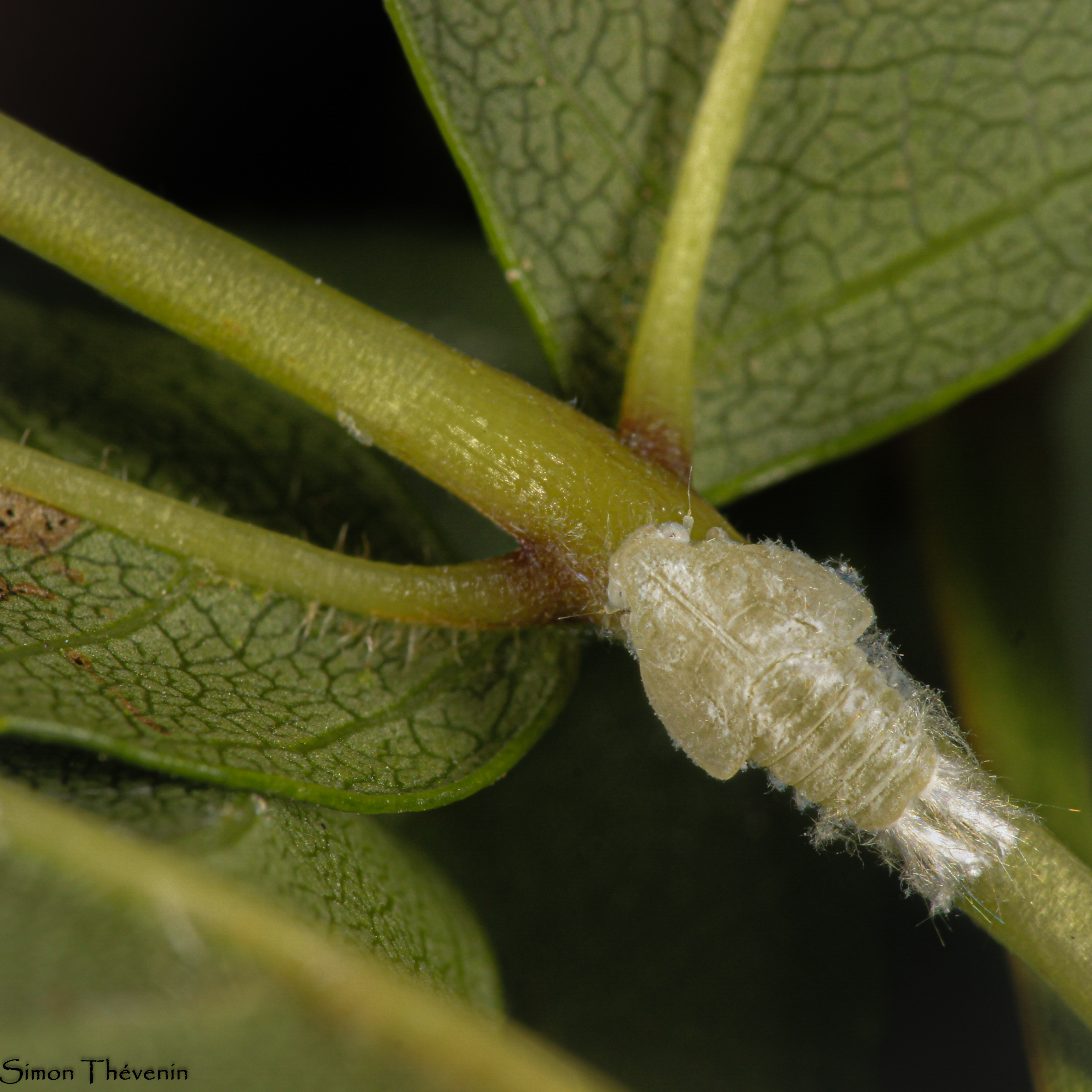
Larve âgée vue de dessus

## Comportement
Cette espèce peut provoquer de graves dommages aux cultures et aux plantes ornementales.

### Alimentation
Elle est polyphage, et se nourrit de nombreuses variétés de taxons végétaux. Les plantes hôtes sont : des érables, des cornouillers, aubépines, saules, ormes, troènes, robiniers, ronciers. Elle peut vivre sur les plantes cultivées: comme la vigne, les agrumes, l'abricot, pêche, mûre et la framboise. Elle exsude un miellat particulièrement varié et abondant qui attire divers hyménoptères, dont les abeilles, qui le transforment en miel.

## Reproduction
L'espèce produit une génération par année. Les adultes s'accouplent à l'automne au cours de la nuit. Les femelles pondent environ 100 œufs, le plus souvent dans l'écorce des plantes hôtes. Les œufs hivernent, l'éclosion a lieu au printemps suivant.

## Répartition et Habitat
Introduit accidentellement en Italie en 1979, cet insecte piqueur-suceur d'origine américaine s'est rapidement répandu en France, ainsi que dans une grosse partie de l'Europe, de la Turquie et des Îles Britanniques. L'espèce est également invasive en Corée du Sud, bien qu'il ne soit pas clair si l'introduction se soit faite depuis les populations Européennes ou Américaines.

## Relations interspécifiques
Metcalfa pruinosa est une proie de la punaise Nagusta goedelii (Harpactorinae).
Elle est aussi souvent trouvée en association avec d'autres espèces de Fulgores, dont Acanalonia conica.

## Systématique
L'espèce a été décrite par le zoologiste américain Thomas Say en 1830.

### Synonymie
- Flata pruinosa Say, 1830 Protonyme
- Poeciloptera pruinosa Schaum, 1850
- Poeciloptera prumosa Dohrn, 1859
- Ormenis pruinosa [Glover, 1877

### Taxinomie
Liste des sous-espèces Selon Catalogue of Life (8 janv. 2013)
- Metcalfa pruinosa cubana (Metcalf & Bruner, 1948)

## La Cicadelle blanche et l'Homme
Son apparition est une aubaine pour l'apiculture, et le miel de metcalfa est le seul à porter un nom d'insecte (contrairement à un nom de plante ou de région). Si les apiculteurs sont satisfaits, il en va autrement pour les agriculteurs, car Metcalfa pruinosa cause de sérieux dégâts dans les cultures, en particulier à cause des dépôts de miellat sur lesquels se développe un champignon noirâtre, la fumagine. Les lézards se régalent à les consommer.

### Traitement
Cette cicadelle peut être éliminée par des pulvérisations de savon noir ou d’argile kaolinite. On peut également apporter son parasite naturel, l'hyménoptère Neodryinus typhlocybae originaire d'Amérique du Nord, qui attaque les adultes de cicadelle et pond dans ses larves.